# Ondelette de Daubechies

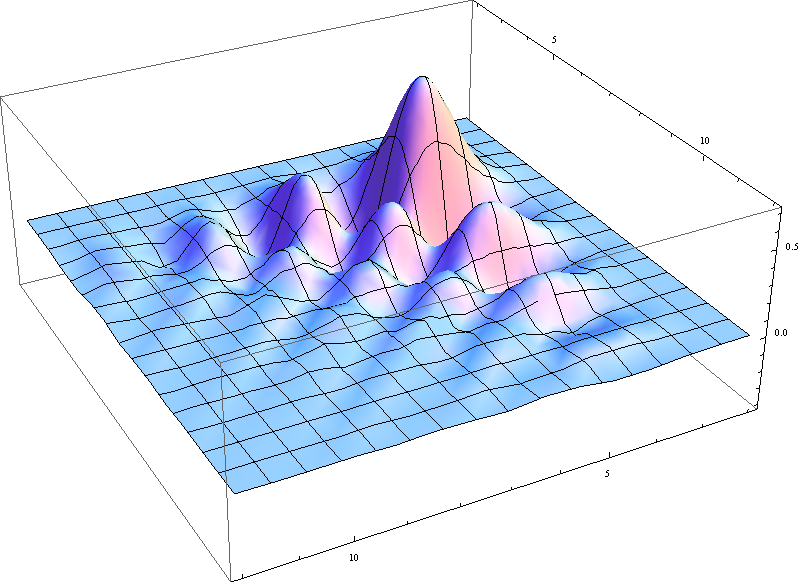
Ondelette 2D de Daubechies 20 (Ondelette Fn X Scaling Fn).

Nommées d'après leur créatrice Ingrid Daubechies, les ondelettes de Daubechies sont une famille d'ondelettes orthogonales définissant une transformée en ondelettes discrète, caractérisées par un nombre maximal de moments dissipants pour un support donné. Pour chaque type d'ondelette de cette classe, il existe une fonction d'échelle (appelée aussi ondelette mère) qui génère une analyse multirésolution orthogonale.

## Définition et propriétés
Les filtres de Daubechies sont définis de façon à vérifier les propriétés suivantes :
- pour un ordre N, le filtre mN est un polynôme trigonométrique de degré 2N+1 à coefficients réels
- ils vérifient :
  - {\displaystyle \forall x,\left|m_{N}(x)\right|^{2}+\left|m_{N}(x+\pi )\right|^{2}=1}
  - {\displaystyle m_{N}(0)=1\ ,\ \forall p\in [\![0,N]\!],\left.{\frac {\partial ^{p}m_{N}}{\partial x^{p}}}(x)\right|_{x=\pi }=0}

Celles-ci ne suffisent pas à définir précisément le filtre, seulement son module :
{\displaystyle \left|m_{N}(x)\right|^{2}=Q_{N}(\cos x)}
où
{\displaystyle Q_{N}(X)=\left({\frac {1+X}{2}}\right)^{N+1}\sum _{k=0}^{N}{\binom {N+k}{k}}\left({\frac {1-X}{2}}\right)^{k}.}